# Ethan Phillips
Ethan Phillips (ur. 8 lutego 1955 w Garden City, Long Island) – amerykański aktor i dramatopisarz. Uzyskał bakalaureat z literatury angielskiej na Uniwersytecie Bostońskim oraz tytuł MFA (Master of Fine Arts – odpowiednik polskiego magistra) na Cornell University.
Występował jako Neelix – postać z serialu Star Trek: Voyager.
Wystąpił w filmie Nieracjonalny mężczyzna Woody’ego Allena.